# Eosimiidae
Eosimiidae je čeleď haplorhinních primátů, která představuje možná nejstarší známé vyšší primáty (Anthropoidea, syn. Simiiformes). Nálezy eosimiidů pocházejí z eocénu východní a jihovýchodní Asie.

## Popis
U eosimiidů převládají některé kraniální znaky moderních vyšších primátů (robustní hluboká dolní čelist s typicky antropoidní symfýzou, malé lžičkovité řezáky a zvětšené špičáky, široké třenové zuby se šikmými kořeny), jiné znaky jsou podobné primitivnějším skupinám, jako byli adapoidi. Zubní vzorec činí 2.1.3.3. Nálezy postkraniálních pozůstatků jsou vzácné, ale lze říci, že u kostry se v některých ohledech objevují moderní i archaické znaky.

## Diverzita
Do čeledi eosimiidů se řadí několik fosilních rodů.
Nejstarším popsaným rodem byl rod Eosimias, jehož kosterní nálezy pocházejí z oblasti Šang-chuang v okresu Li-jang v Číně. Tento malý primát ze středního eocénu dosahoval hmotnosti asi jen 90 až 180 gramů. Dalším čínským rodem je eocenní rod Phenacopithecus. Myanmarská Bahinia ze středního eocénu byla už asi 400 g těžký primát, morfologicky více odvozený od čínských zástupců. Jediné pozůstatky představují fosilie několika čelistí, přičemž anatomie zubů je podobná dvěma předchozím rodům. Molární morfologie bahinie překlenuje mezeru mezi primitivnějšími stoličkami rodu Eosimias a stoličkami pozdějších afrických anthropoidů.
Do čeledi eosimiidů bývá řazen i rod Phileosimias, představený pozůstatky zubů z oligocenního Pákistánu, avšak afinita tohoto rodu s ostatními je velmi nejistá. Problematickým rodem byl také rod Anthrasimias, jehož fragmentární pozůstatky byly nalezeny v uhelném dole v indickém Gudžarátu. Anthrasimias byl považován za nejstaršího asijského vyššího primáta, avšak nyní je považován za mladší synonymum pro adapoidní rod Marcgodinotius.
Asijští eocenní vyšší primáti jsou řazeni do dvou čeledí, kromě čeledi Eosimiidae vytvářejí ještě čeleď Amphipithecidae. Amphipithecidé byli větší primáti, dosahovali velikosti středně velkých makaků. Afinity amphipithecidů jsou předmětem debaty, přesto se zdá, že jsou blíže příbuzní korunové skupině vyšších primátů spíše než eosimiidům. Eosimiidé jsou obecně považováni za nejstarší známé vyšší primáty. Ne všichni autoři s tím ale souhlasí, někteří klasifikují čeleď jako zástupce nártounů.